# Joroinen
Joroinen (szw. Jorois) – gmina w Finlandii, położona w południowo-wschodniej części państwa, od 2021 roku należąca do regionu Sawonia Północna. Przed 2021 należała do regionu Sawonia Południowa. 